# غلامرضا (قلعة خواجة)
غلامرضا (بالفارسية: غلامرضا) هي منطقة سكنية تقع في إيران في قسم قلعة خواجة الريفي. يقدر عدد سكانها بـ 30 نسمة بحسب إحصاء 2016.